# 拉孔泰
拉孔泰（法語：La Comté，法語發音：[la kɔ̃te]）是法国上法蘭西大區加来海峡省的一个市镇，属于阿拉斯区。

## 地理
拉孔泰（50°25'36"N, 2°30'1"E）面积6.63 平方千米，位于法国上法蘭西大區加来海峡省，该省份为法国北部沿海省份，西北濒北海，南至索姆省，东临北部省。
与拉孔泰接壤的市镇（或旧市镇、城区）包括：乌尔通、马尼库尔昂孔特、勒布勒沃-朗希库尔、巴瑞、伯然、迪耶瓦勒、弗雷维莱尔。

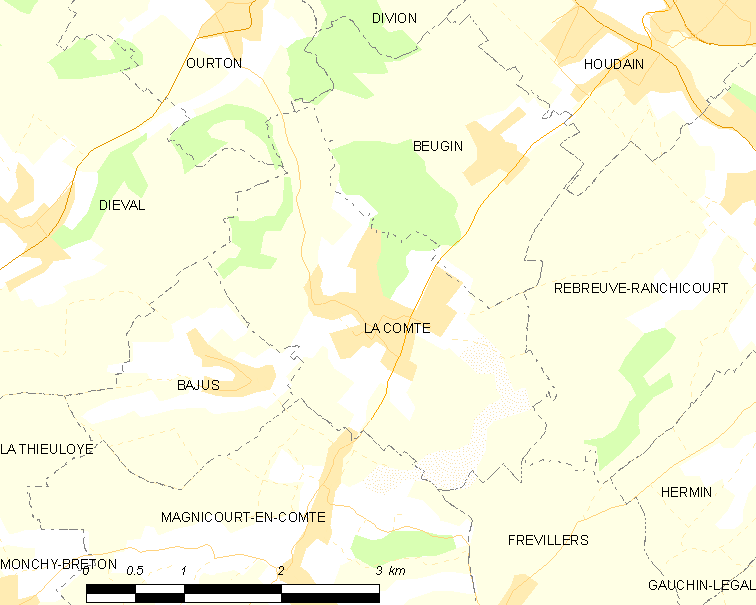
拉孔泰的OSM定位图

拉孔泰的时区为UTC+01:00、UTC+02:00（夏令时）。

## 行政
拉孔泰的邮政编码为62150，INSEE市镇编码为62232。

## 政治
拉孔泰所属的省级选区为布律埃-拉比西耶尔县。

## 人口

1962-2008年间拉孔泰人口变化图示

拉孔泰于2022年1月1日时的人口数量为884人。